# Stenoscepa gallae
Stenoscepa gallae är en insektsart som först beskrevs av Rehn, J.A.G. 1901.  Stenoscepa gallae ingår i släktet Stenoscepa och familjen Pyrgomorphidae. Inga underarter finns listade i Catalogue of Life.